# لابوتی
لابوتی (به چکی: Labuty) یک منطقهٔ مسکونی در جمهوری چک است که در ناحیه هودونین واقع شده‌است. لابوتی ۲٫۳ کیلومتر مربع مساحت و ۱۹۶ نفر جمعیت دارد و ۲۵۳ متر بالاتر از سطح دریا واقع شده‌است.